# Ochlerotatus jacobinae
Ochlerotatus jacobinae is een muggensoort uit de familie van de steekmuggen (Culicidae). De wetenschappelijke naam van de soort is voor het eerst geldig gepubliceerd in 1933 door Serafim & Davis.